# OT-64装甲兵員輸送車
OT-64 SKOT（チェコ語: Střední Kolový Obrněný Transportér、ポーランド語: Średni Kołowy Transporter Opancerzony）は、1960年代にポーランドとチェコスロバキアが共同で開発した水陸両用の8輪式装甲兵員輸送車（装輪装甲車）である。

## 概要
OT-64は、ソビエト連邦製BTR-60を参考に開発されたが、BTR-60の欠点をかんがみて設計当時からその解決を視野に入れていた。
エンジンは、BTR-60が2基のガソリンエンジンを搭載したために火災が発生しやすく整備性が悪かったのに対して、1基のディーゼルエンジンを搭載している（ソ連ではBTR-80になってようやく同様の対策が取られた）ほか、エンジンを車体の前部に搭載することで後部に兵員乗降扉を設けてより安全に兵員を乗降させることを可能とした。
生産においては、チェコスロバキアはエンジン（タトラ製）とトランスミッション、サスペンション、車軸の生産を担当し、ポーランドは装甲化された車体と武装の生産を担当した。
武装は、初期型では7.62mm機関銃か12.7mm重機関銃DShKMを車体上に搭載していたが、のちにはBRDM-2装甲偵察車の砲塔を搭載して14.5mm重機関銃KPVと7.62mm機関銃PKTを運用可能とした。ただし、武装強化の代償として搭乗可能な兵員数が18名から10名に減少した。
約4,500台が製造され、チェコスロバキアとポーランドの両国軍に配備されるとともに広く輸出された。現在でもチェコ、スロバキア、ポーランドでは現役であるが、ポーランドとチェコでは近い時期にそれぞれKTO ロソマク（パトリアAMVのライセンス生産型）とパンデュールIIに更新される予定である。

## 派生型
OT-64 SKOTは、チェコスロバキアとポーランドの両方において様々な派生型が生産されている。

### チェコスロバキア
OT-64
オリジナル。初期型は非武装だったが、後期型では車体上のピントルマウントに7.62mm機関銃か12.7mm重機関銃DShKMを装備する。一部の車両は7.62mm機関銃1丁を装備したハンガリー製FUG装甲車（en）用の砲塔を搭載している。
DTP-64（dilna technicke pomoci）
装甲回収車。牽引バーと溶接装備を搭載しているほか、車体前部に手動操作式の1t クレーンを搭載している。機械化歩兵部隊仕様のDTP-64/Mと、戦車部隊仕様のDTP-64/Tに大別される。
OT-64 ZDRAV
戦場救急車。ZDR-64（zdravotni）とも呼ばれる。
OT-64A
車体上部にソ連製BRDM-2装甲偵察車用のBPU-1砲塔を搭載し、兵装を14.5mm重機関銃KPVと7.62mm機関銃PKTに強化した改良型。1990年代後半には、一部の車両が平和維持活動用に武装をピントルマウントに搭載した1丁の機関銃に換装されている。
なお、OT-64Aをベースとして数種類の無線通信機とアンテナ、無線作動用の出力1kWの発電機を搭載した指揮通信車（velitelsko štábní obrněný transportér）が複数種類製造されている。
OT-93
OT-64Aの輸出型で、砲塔を OT-62Bのものに換装しており、兵装は1丁の機関銃のみ。
VSOT-64/R2 R102
非武装の指揮通信車仕様。
VSOT-64/R2 R105
非武装の指揮通信車仕様。
VSOT-64/R2 R108
非武装の指揮通信車仕様。
VSOT-64/R2M
指揮通信車仕様であるが、OT-64A用の砲塔を搭載。
VSOT-64/R3
非武装の指揮通信車仕様。
VSOT-64/R3MT
非武装の指揮通信車仕様。
VSOT-64/R4MT
非武装の指揮通信車仕様。
VSOT-64/R4RT
非武装の指揮通信車仕様。
Cobra
2A42 30mm機関砲を搭載した新型砲塔を装備した歩兵戦闘車仕様。量産されず。

### ポーランド

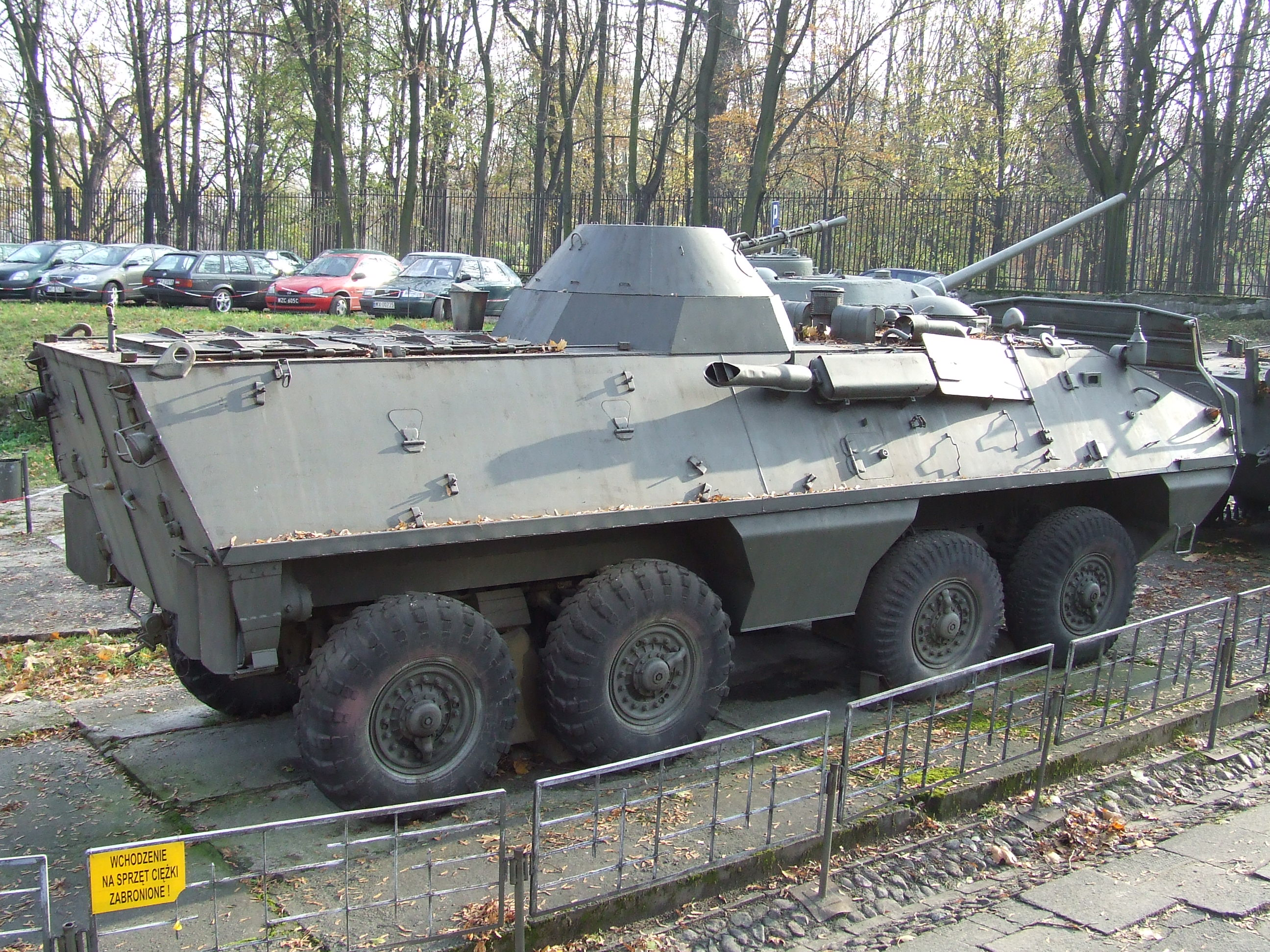
SKOT-2A
車体後面の兵員乗降扉に注目

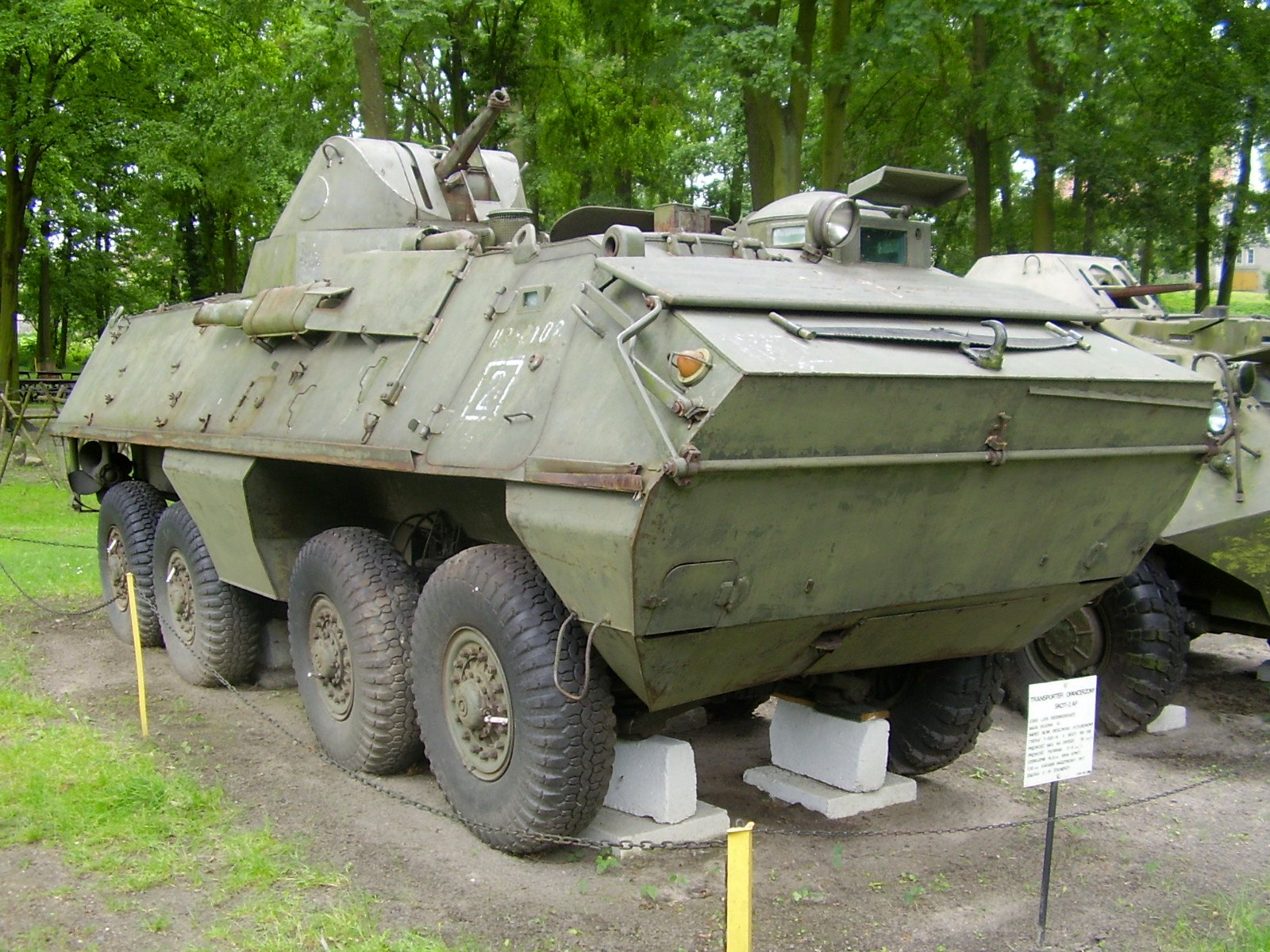
改良型砲塔を搭載した、SKOT-2AP

SKOT-1
初期型。チェコスロバキアのOT-64に似ている。
SKOT-1A
SKOT-1の兵員区画上部に、2対の大型ハッチのついた屋根を取り付けた型。
SKOT-R3
非武装の指揮通信車仕様で、連隊以上の部隊の本部で使用される。4台の無線機と1台の無線受信機、1台のマイクロ波無線中継器、1台の無線電話を搭載している。乗員数は7名。
SKOT-R3M
戦闘工兵部隊向けの指揮通信車。非武装。
SKOT-R3Z
SKOT-R3の改良型で、2台目のマイクロ波無線中継器を増設している。
SKOT-R4
非武装の指揮通信車仕様で、こちらは師団もしくは軍の司令部で使用される。4台の無線機と3台の無線受信機、3台の無線電話を装備する。
SKOT-WPT（wóz pogotowia technicznego）
軽クレーンを装備した技術支援車両。
SKOT S-260 Art（artyleryjski）
砲兵トラクター兼用の輸送車両で、弾薬と迫撃砲分隊もしくは対戦車分隊を輸送する。
SKOT S-260 Art（inżynieryjny）
対戦車地雷のラックと、2基の地雷埋設機もしくは地雷処理機を搭載した地雷敷設車両。
SKOT-2
車体上部にピントルマウントを装備した型。機関銃は7.62mm機関銃（初期はSGMT、のちにはPKTを搭載）か、12.7mm重機関銃DShKMのどちらかを搭載する。機関銃マウントの左右には、射手防御用の装甲板が設置されている。
SKOT-2A
チェコスロバキアのOT-64Aと同様に、車体上部にBRDM-2のBPU-1砲塔を搭載し、兵装を14.5mm重機関銃KPVと7.62mm機関銃PKTに強化した改良型。
SKOT-2AM
SKOT-2Aの砲塔側面に9M14 マリュートカ対戦車ミサイルの発射器を取り付けた型で、少数生産された。
SKOT-R2
大隊本部もしくは連隊本部向けの指揮通信車。4機の無線機（R-112、R-113、2台のR-105）を搭載しており、乗員は7名。
SKOT-R2AM
砲兵部隊用の指揮通信・着弾観測車。非武装。
SKOT-R2M
SKOT-2Aの砲塔を搭載した指揮通信車。
SKOT-R6
非武装の指揮通信車仕様。
SKOT-2AP
砲塔をポーランド製のWAT対空砲塔に換装し、14.5mm重機関銃の対空射撃を可能とした改良型。
KTO WR-02 "Ryś"
エンジンをイタリアのイヴェコ Cursor 8に換装した改良型。KTOとは、ポーランド語でKołowy Transporter Opancerzonyの略であり、Ryśとはリンクスの意味である。
KTO WR-02 "Ryś-2"
KTO WR-02 "Ryś"の輸出型。

## 運用国
- アルジェリア
- アンゴラ
- カンボジア
- チェコ
- ハンガリー
- エジプト
- インド

- リビア
- モロッコ
- ネパール - 2023年時点で、ネパール陸軍が8両のOT-64Cを保有している[1]。
- パキスタン
- ポーランド
- シエラレオネ
- スロバキア

- スリランカ
- スーダン
- シリア
- ウガンダ
- ウルグアイ - 2024年時点で、ウルグアイ陸軍が53両のOT-64、47両のOT-93を保有している[2]
- チェコスロバキア
- イラク